# 生活産業研究所
生活産業研究所株式会社 は、日本の建築基準法高さ制限解析CADソフトウェアメーカー。1984年（昭和59年）設立。ADS-winなどの建築CADソフトウェアの開発、販売で知られる。

## 沿革（生活産業研究所株式会社）
- 1984年（昭和59年） - 生活産業研究所株式会社 設立

## 関連製品(代表的な製品)
- ADS-win
- ADS-BT for Revit
- ADS-BT for VECTORWORKS
- ADS-BT for ARCHICAD
- 求積ツール for ARCHICAD